# Santa Igia
Santa Igia (o più correttamente Santa Ilia, contrazione di Santa Cecilia) fu la capitale del giudicato di Cagliari dal IX secolo al 1258, quando fu distrutta dai pisani e dai loro alleati sardi in seguito alla conquista del territorio.

## Ubicazione
Secondo l'ipotesi tradizionale proposta dal canonico Giovanni Spano nel XIX secolo, la città era situata sulle sponde orientali dello stagno di Santa Gilla, in una posizione difendibile facilmente da attacchi via terra e via mare. Alcuni resti si trovano al di sotto della moderna città di Cagliari, nel quartiere di Sant'Avendrace, tra via San Paolo e viale Monastir, comprese le vie Garigliano, Po, Brenta (dove, durante i lavori di costruzione del nuovo raccordo, è stata trovata una parte importante), San Simone (dove sono stati rinvenuti dei ruderi durante la costruzione del "centro commerciale Santa Gilla"); parte della città si trovava anche nell'isola di Sa Illetta.
Ipotesi più recenti la individuano invece intorno all'attuale corso Vittorio Emanuele II, da cui parte un diverticolo (via Carloforte) che porta all'unico edificio ecclesiastico tuttora esistente, la chiesa di San Pietro dei Pescatori, nel quartiere Stampace. Si conserva inoltre nel duomo di Santa Maria, a Cagliari, l'altare di Santa Cecilia, proveniente dalla cattedrale di Santa Igia. Questa, il castello, il palazzo giudicale e della cancelleria, le residenze della reggente Agnese di Cagliari (sorella di Benedetta e madre della giudicessa di Torres Adelasia) e dell'ultimo giudice Guglielmo III Salusio VI (1256-1258) furono abbattuti.

## Storia

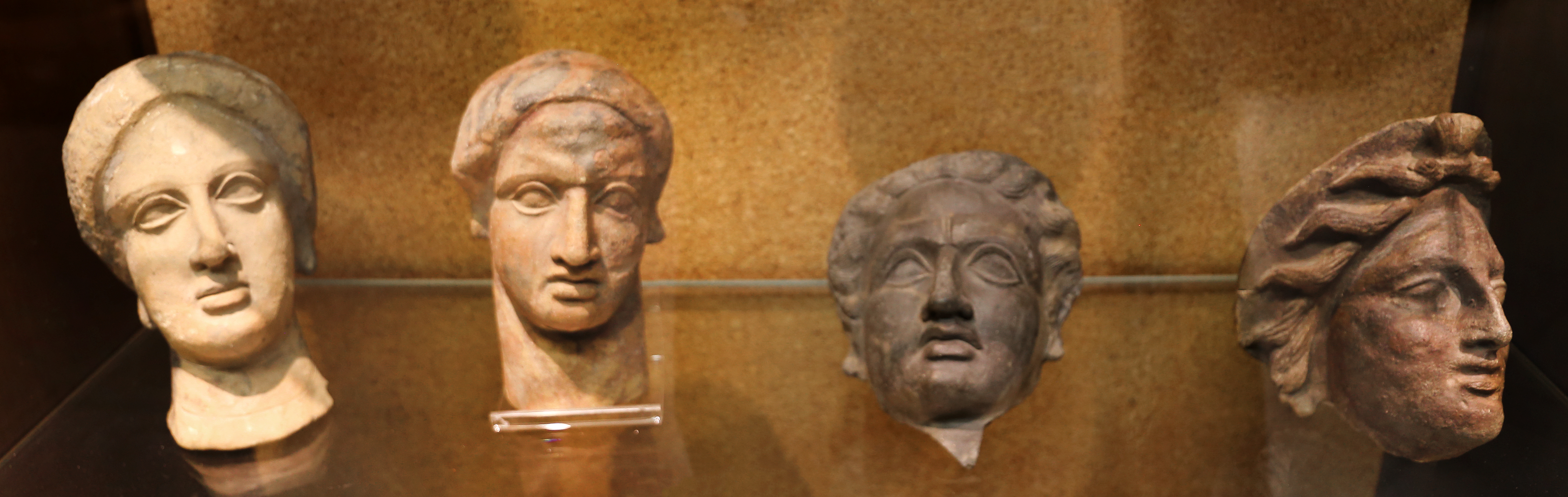
Età punico-romana, terrecotte votive dalla laguna di Santa Gilla

### Preesisistenze puniche e romane
L'area di Santa Igia fu abitata già dai fenici e dai romani.
Di età fenicia, soprattutto in via Brenta, sono stati rinvenuti i resti di numerosi edifici.
Durante il periodo romano, sulle sponde dello stagno di Santa Gilla, fu costruito un porto, noto come porto Scipione, e si verificò un'ulteriore urbanizzazione dell'area.

### Medioevo
(Memoria de las cosas que han aconteçido en algunas partes del reino de Çerdeña (Anonimo, XVI secolo))

Chiesa di San Pietro dei Pescatori, unico edificio superstite

Nel 718 i saraceni cominciarono le loro prime incursioni su Caralis, distruggendo e incendiando la città e portando via mercanzie e persone come schiavi. Fu allora che la popolazione iniziò ad abbandonare Caralis, e una parte di essi si rifugiò nella zona antistante lo stagno di Santa Gilla, Santa Igia appunto.
La zona era già stata rivalutata dai bizantini, che utilizzarono il vecchio porto fenicio (coperto e difendibile). A partire dal IX secolo divenne sede privilegiata del giudice e della sua famiglia (la corte era itinerante), dell'arcivescovo e di tutte le istituzioni politico-amministrative del giudicato di Cagliari. 
All'indomani della grave incursione genovese del 1196 la città venne murata dal giudice Guglielmo I Salusio IV (o di Massa) che regnò nel periodo compreso tra la fine del XII e i primi del XIII secolo, durante il quale Santa Igia conobbe un periodo di grande sviluppo, e venne forse collegata al castello di San Michele. Al suo apice raggiunse i 15.000 abitanti.
Santa Igia fu rasa al suolo nel 1258 da una coalizione composta dall'esercito pisano e dalle milizie degli altri tre giudicati sardi "filo-pisani" che l'avevano assediata l'anno precedente (1257) con l'obiettivo di porre fine al giudicato di Cagliari. Pare che sulle sue rovine venne sparso il sale.
Secondo quanto riporta una cronaca del XV secolo, i suoi abitanti trovarono rifugio sia nella nuova città di Villa di Chiesa (oggi Iglesias), nel Cixerri, che nel nuovo quartiere di Stampace, sorto ad ovest di Castel di Castro. Altri si stabilirono dove oggi sorge il quartiere di Sant'Avendrace.

### Scavi
L'area dove sorgeva Santa Igia fu oggetto di scavi archeologici nei primi anni ottanta che riportarono alla luce resti di strutture e tombe. Oggi il sito non è più visibile in quanto ricoperto poco dopo per permettere la costruzione di una strada sopraelevata.